# 3. Marineflakregiment
Het 3. Marineflakregiment was een Duitse militaire eenheid in de Tweede Wereldoorlog. De eenheid werd in maart 1945 opgericht in Swinemünde. Tijdens haar gehele bestaan was de eenheid gestationeerd in Swinemünde, waar het voornamelijk belast werd met de bescherming van de haven tegen luchtaanvallen. In mei 1945, aan het einde van de oorlog, werd de eenheid na twee maanden dienst opgeheven.
Het 3. Marineflakregiment was onderdeel van de Seekommandant Pommern, dat weer onder de Kommandierender Admiral westliche Ostsee viel.

## Commandant
Fregattenkapitän M.A. der Reserve Viktor Dinkelacker (maart 1945 - mei 1945)

## Samenstelling
- Marineflakabteilung 233
- Marineflakabteilung 711
- Marineflakabteilung 713